# La India (película de 1976)
La India es una película de drama mexicana de 1976 dirigida por Rogelio A. González y protagonizada por Isela Vega, Mario Almada y Lilia Prado.

## Argumento
La historia se desarrolla en un pequeño pueblo. La India (Isela Vega), es una campesina que vive en una comunidad humilde con su hijo. El niño es hijo no reconocido de Pelayo Martínez "El Zarco" (Mario Almada), un matón famoso en la zona y con el que La India sostiene relaciones sexuales de manera regular. Una noche lluviosa, "El Zarco" llega a visitar a La India y corre al niño fuera de la choza. El niño ve, a través de una rendija, el encuentros sexual entre sus progenitores, lo cual le despierta una suerte de Complejo de Edipo, obsesionándose eróticamente con su propia madre. El niño es arropado por el anciano y alcohólico profesor de la comunidad (Jorge Martínez de Hoyos), quien decide educarlo y hacerlo un hombre de bien, tratando de erradicar de él ese deseo malsano que tiene por su madre. El niño espía regularmente a su madre y desarrolla un fuerte sentimiento de odio por "El Zarco", en parte por su abandono paterno, y en parte porque lo ve como un rival.
La India queda embarazada de "El Zarco" tiempo después. Sin embargo, el bebé nace muerto. El niño, ahora un joven a quien apodan "El Potro", siente una profunda pena por la muerte de su hermano y esto arraiga el odio que siente por el padre de ambos. El sueño de "El Potro" es convertirse en jinete y domador de toros.
Pasan los años y el anciano profesor muere. "El Potro" (Jaime Moreno), ya convertido en un hombre, se aleja de la comunidad donde nació y prueba suerte en diversas actividades. Al llegar a un pueblo, "El Potro" casi mata a un hombre que le venció en una pelea de gallos. Dos amigos deciden llevarlo a un burdel cercano para que pierda su virginidad. Allí es abordado por una prostituta madura apodada "La Cacariza" (Lilia Prado), pero él se resiste a sus avances. Allí "El potro" conoce a Gloria Violeta (Anaís de Melo), la hija de los administradores del burdel, a quién sus padres sacaron de un convento para venderla a "El Zarco". "El Potro" siente atracción por la muchacha y decide evitar que se la entreguen a su padre y rival. Con ayuda de "La Cacariza", quien alberga un viejo rencor contra "El Zarco", "El Potro" rapta a la joven, internándose en la sierra, donde terminan sosteniendo relaciones sexuales. Sin embargo, "El Potro" decide llevar a la joven de nuevo al convento mientras termina con sus cuentas pendientes y decide regresar a su pueblo de origen. Ahora ya se siente un hombre capaz de rivalizar con "El Zarco" y vista a La India, su madre, para intentar poseerla, solo para encontrarla muerta, apuñalada por "El Zarco" como un ajuste de cuentas. "El Potro" decide volver por Gloria Violeta al convento, pero allí es sorprendido por "El Zarco", quien lo asesina con el mismo verduguillo con el que apuñaló a La India.

## Reparto
- Isela Vega ... La India
- Mario Almada ... El Zarco
- Jaime Moreno ... El Potro
- Jorge Martínez de Hoyos ... Profesor
- Lilia Prado ... La Cacariza
- Anaís de Melo... Gloria Violeta
- Juan Carlos Legarreta ... El Potro (niño)
- Luis Fabián ... El Potro (adolescente)

## Comentarios
El trasfondo de la película trata varios temas que rayan en lo entonces prohibido, como el intento de incesto, producto de un complejo de Edipo a la mexicana, aderezado con voyerismo, lenocinio, amasiato y todo lo que se acercara a pecado. Para ello se intenta un erotismo no culminado, representado únicamente por las escenas nudistas de Isela vega, crudas a cual más, lo que generó algunos escándalos a nivel nacional.
La película se estrenó el 21 de octubre de 1976, en pleno reinado de la todopoderosa CONACINE (Corporación Nacional Cinematográfica, la productora del gobierno) que repartía del presupuesto nacional a diestra y siniestra para obras muy raquíticas, en la esperanza de que alguna al menos, resultara “de arte”.